# Saint-Ours (Puy-de-Dôme)
« Saint-Ours-les-Roches » redirige ici.  Pour les articles homonymes, voir Saint-Ours.
Saint-Ours (/sɛ̃.t‿uʁs/), aussi appelé Saint-Ours-les-Roches, est une commune française située dans le département du Puy-de-Dôme, en région Auvergne-Rhône-Alpes.
Elle fait partie de l'aire d'attraction de Clermont-Ferrand.
Ses habitants, au nombre de 1 691 au recensement de 2022, sont appelés les Ursiniens.
Le symbole de la ville est le moulin, en hommage au saint patron de la ville, saint Ours qui, selon la légende, apporta les premiers moulins dans la région.

## Géographie

### Localisation
La commune de Saint-Ours est située à quatre kilomètres de Pontgibaud, à 13 km de Volvic et à 21 km de Clermont-Ferrand.
Onze communes sont limitrophes de Saint-Ours :
| Chapdes-Beaufort           | Pulvérières    | Charbonnières-les-Varennes Volvic |
| Bromont-Lamothe Pontgibaud | Saint-Ours     | Chanat-la-Mouteyre                |
| Saint-Pierre-le-Chastel    | Mazaye Ceyssat | Orcines                           |

### Climat
Pour des articles plus généraux, voir Climat d'Auvergne-Rhône-Alpes et Climat du Puy-de-Dôme.
En 2010, le climat de la commune est de type climat des marges montargnardes, selon une étude du Centre national de la recherche scientifique s'appuyant sur une série de données couvrant la période 1971-2000. En 2020, Météo-France publie une typologie des climats de la France métropolitaine dans laquelle la commune est exposée à un climat de montagne ou de marges de montagne et est dans la région climatique  Ouest et nord-ouest du Massif Central, caractérisée par une pluviométrie annuelle de 900 à 1 500 mm, maximale en automne et en hiver. 
Pour la période 1971-2000, la température annuelle moyenne est de 8,4 °C, avec une amplitude thermique annuelle de 15 °C. Le cumul annuel moyen de précipitations est de 936 mm, avec 10,4 jours de précipitations en janvier et 8,4 jours en juillet. Pour la période 1991-2020, la température moyenne annuelle observée sur la station météorologique de Météo-France la plus proche, « Fontaine-du-Ber_sapc », sur la commune d'Orcines à 12 km à vol d'oiseau, est de 8,2 °C et le cumul annuel moyen de précipitations est de 1 023,7 mm,. Pour l'avenir, les paramètres climatiques de la commune estimés pour 2050 selon différents scénarios d'émission de gaz à effet de serre sont consultables sur un site dédié publié par Météo-France en novembre 2022.

## Urbanisme

### Typologie
Au 1er janvier 2024, Saint-Ours est catégorisée commune rurale à habitat dispersé, selon la nouvelle grille communale de densité à sept niveaux définie par l'Insee en 2022.
Elle est située hors unité urbaine. Par ailleurs la commune fait partie de l'aire d'attraction de Clermont-Ferrand, dont elle est une commune de la couronne,. Cette aire, qui regroupe 209 communes, est catégorisée dans les aires de 200 000 à moins de 700 000 habitants,.

### Occupation des sols
L'occupation des sols de la commune, telle qu'elle ressort de la base de données européenne d’occupation biophysique des sols Corine Land Cover (CLC), est marquée par l'importance des forêts et milieux semi-naturels (52,1 % en 2018), en diminution par rapport à 1990 (54,6 %). La répartition détaillée en 2018 est la suivante : forêts (50,9 %), prairies (22,1 %), zones agricoles hétérogènes (21 %), zones urbanisées (1,8 %), espaces verts artificialisés, non agricoles (1,3 %), milieux à végétation arbustive et/ou herbacée (1,2 %), zones industrielles ou commerciales et réseaux de communication (1,1 %), eaux continentales (0,6 %). L'évolution de l’occupation des sols de la commune et de ses infrastructures peut être observée sur les différentes représentations cartographiques du territoire : la carte de Cassini (XVIIIe siècle), la carte d'état-major (1820-1866) et les cartes ou photos aériennes de l'IGN pour la période actuelle (1950 à aujourd'hui).

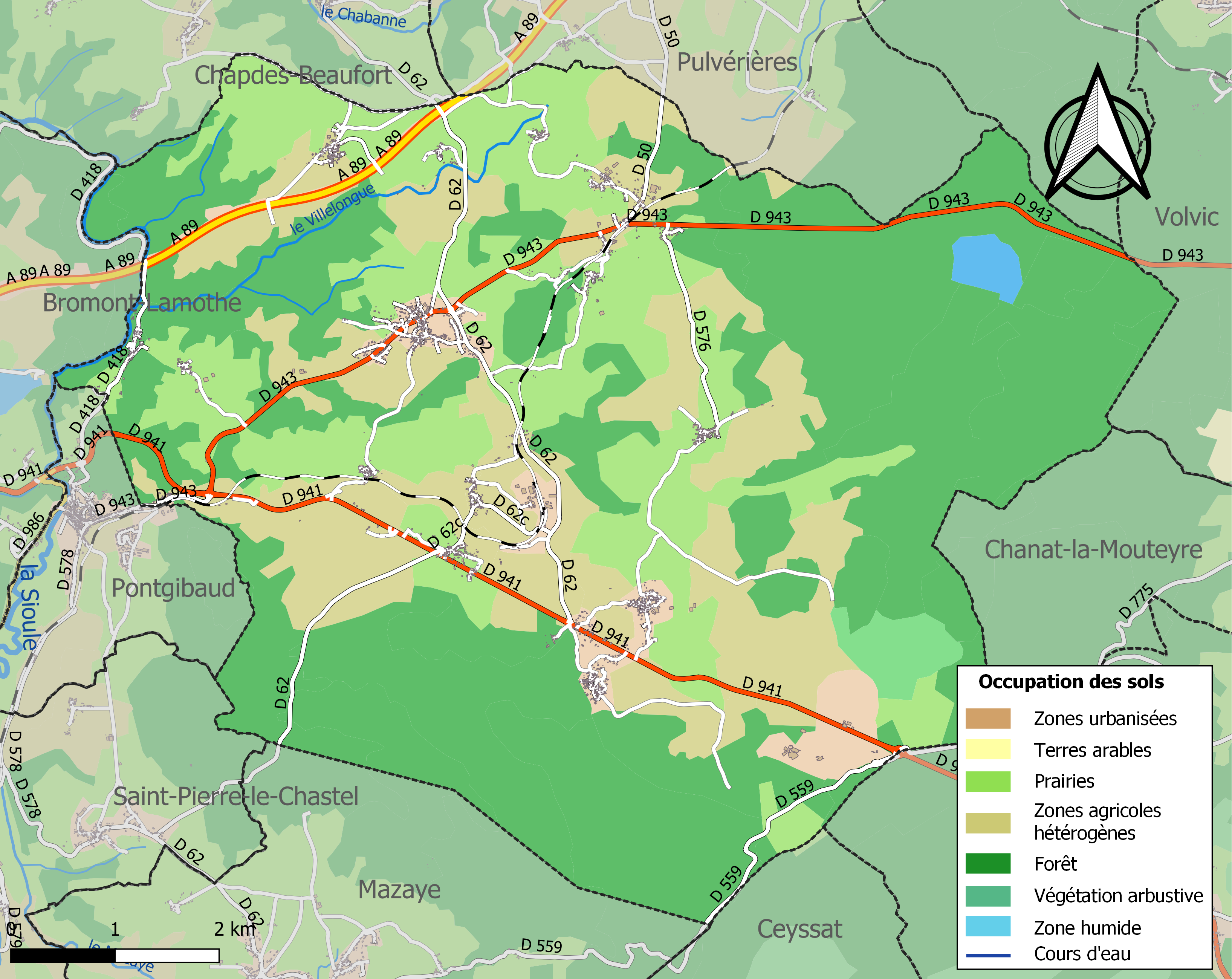
Carte des infrastructures et de l'occupation des sols de la commune en 2018 (CLC).

### Voies de communication et transports

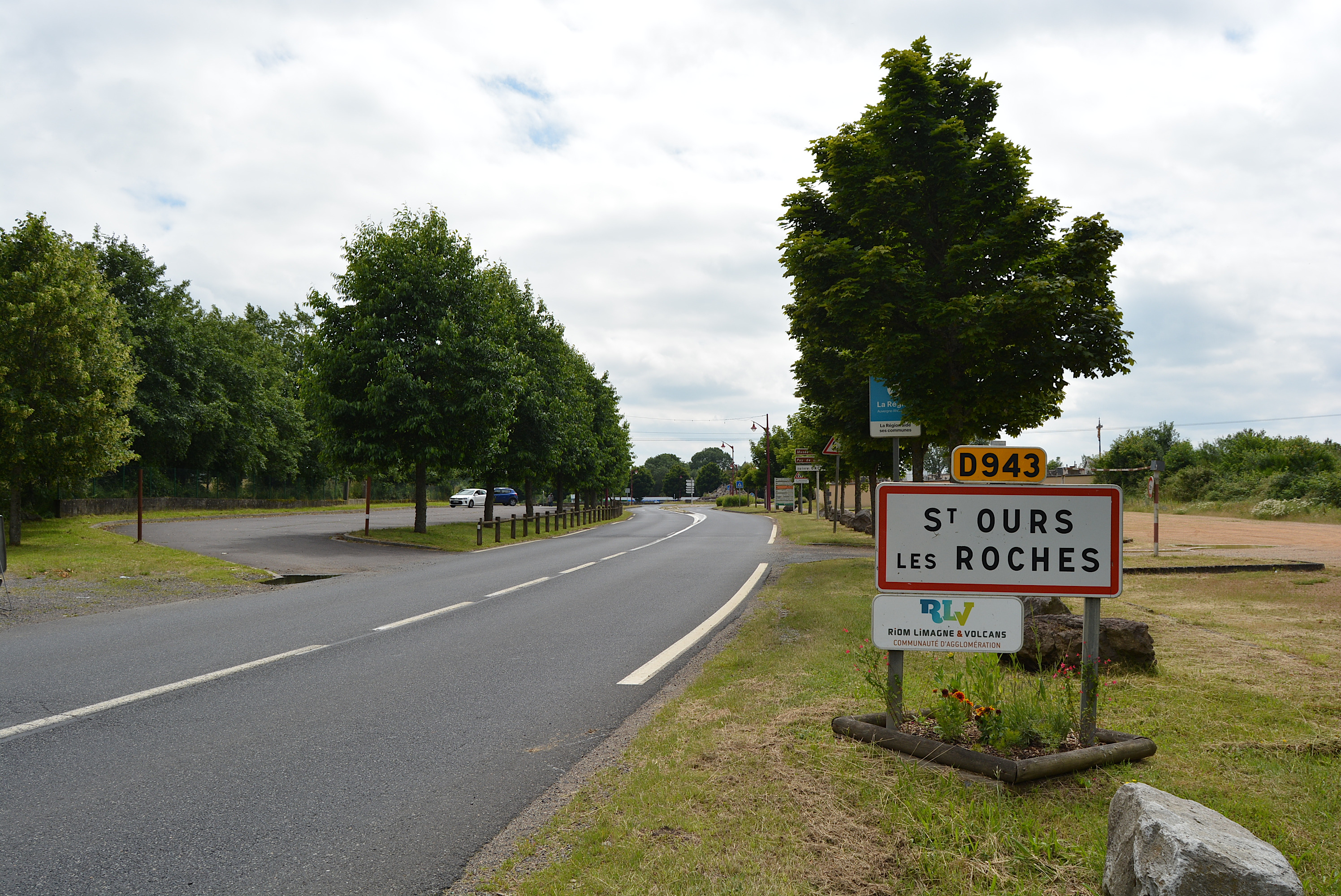
La RD 943 à l'entrée du village, en direction de Pontgibaud.

La commune est traversée par les axes départementaux RD 941 reliant Clermont-Ferrand à Pontgibaud par Vulcania, Les Roches, Les Maisons Rouges et La Courteix, ainsi que la RD 943 reliant Riom et Volvic à Pontgibaud par Le Vauriat et le bourg. Vers l'ouest, ces deux axes desservent ou contournent Pontgibaud ; la RD 941 continue vers Pontaumur, Guéret et Limoges. L'A89 est à sept kilomètres en direction de Tulle et Bordeaux ou Paris, par l'échangeur 26.
Le village du Vauriat, au nord de la commune, est traversé par les départementales 50 (liaison vers Pulvérières) et 576 (vers Chapdes-Beaufort). Le chef-lieu de la commune l'est aussi par la RD 62 reliant Les Ancizes-Comps et Saint-Georges-de-Mons en croisant la RD 943 puis en rejoignant la RD 941 près du lieu-dit des Maisons Rouges, avant de continuer à La Courteix en direction de Saint-Pierre-le-Chastel (il existe une RD 62c).
Enfin, à l'extrême est de la commune, la RD 559 reliant Chanat-la-Mouteyre à Mazaye en desservant le parc Vulcania.
Une gare ferroviaire est implantée au hameau du Vauriat, à deux kilomètres du bourg : la gare du Vauriat, sur la ligne d'Eygurande - Merlines à Clermont-Ferrand.
Saint-Ours est desservie par le transport à la demande du réseau RLV Mobilités permettant aux usagers de rejoindre Enval, Marsat, Mozac, Riom ou tout autre point d'arrêt de la zone TAD 1 couvrant les communes de l'ouest de la communauté d'agglomération.

## Toponymie
Du latin Ursus (ours) utilisé comme nom de personne, un soldat de la légion thébaine, martyrisé à Soleure, à la fin du IIIe siècle.[réf. nécessaire]

## Histoire
L'histoire de Saint-Ours est très étroitement associée à la seigneurie des Roches de Coffins qui fut propriété pendant près de 500 ans de la même famille : les Aymé des Roches de Noyant, famille importante d'Auvergne qui donna d'ailleurs son nom à la rue des Aimés à Clermont-Ferrand.
Pierre Aymé, évêque d'Auxerre, hérita la terre et le château des Roches de Coffins en 1361 de son oncle, l'éminent prélat Étienne Aldebrand qui fut d'ailleurs enterré aux Roches de Coffins.
À la mort de Pierre Aymé en 1372, la seigneurie et le château devait revenir aux moines de l'abbaye de Saint-Alyre. Toutefois Robert Aymé, frère de l'évêque contesta cette donation et en vint à bout par transaction passée le 24 mars 1381. Les religieux de l'abbaye de Saint-Alyre lui abandonnèrent la terre et le château à condition que lui et ses successeurs payeraient au monastère la rente annuelle de quarante septiers de froment ce qui fut perpétué — non parfois sans querelles judiciaires entre les Aymé et Saint-Alyre — au moins jusqu'en 1484.
En 1689, François Aymé des Roches, seigneur des Roches de Coffins, de Noyant et de Soubrevy déclare à propos de son château des Roches « devoir plus que son bien ne vaut ».
La terre et le château des Roches de Coffins resta sans discontinuer propriété des Aymé des Roches jusqu'en 1781 où il fut vendu par Claude Jean-Baptiste Amable Aymé des Roches, comte de Noyant à Michel-Amable de Reynaud de Montlosier (1712-1789). La famille Aymé des Roches de Noyant s'éteignit en 1863 dans la famille de Thoury en Nivernais avec le mariage de Marie-Antoinette Aymé des Roches de Noyant et du marquis Eugène de Thoury qui reprit avec sa postérité le titre de comte de Noyant.
Le château, toujours propriété privée, est resté dans la descendance des Reynaud de Montlosier.

## Politique et administration

### Découpage territorial
Saint-Ours fait partie de l'arrondissement de Riom. Jusqu'en mars 2015, elle faisait partie du canton de Pontgibaud. Un décret de 2014 modifie le découpage des cantons du département ; depuis les élections départementales de mars 2015, elle est le bureau centralisateur d'un nouveau canton.

### Élections municipales et communautaires

#### Élections de 2020
Le conseil municipal de Saint-Ours, commune de plus de 1 000 habitants, est élu au scrutin proportionnel de liste à deux tours (sans aucune modification possible de la liste), pour un mandat de six ans renouvelable. Compte tenu de la population communale, le nombre de sièges à pourvoir lors des élections municipales de 2020 est de 19. Les dix-neuf conseillers municipaux (de la liste unique menée par Alain Caze) sont élus au premier tour, le 15 mars 2020, avec un taux de participation de 39,74 %. Seul Alain Caze est conseiller communautaire à la communauté d'agglomération Riom Limagne et Volcans.
À la suite de démissions de dix conseillers municipaux, des élections municipales partielles étaient programmées les 4 et 11 décembre 2022. Un seul tour a suffi pour désigner le successeur d'Alain Caze (liste « Mieux vivre à Saint-Ours »). Le conseil municipal s'est réuni le 9 décembre 2022 pour élire le nouveau maire, Stéphane Poncé (liste « Tous pour Saint-Ours »).

#### Chronologie des maires
| Période                                  | Période                       | Identité                                         | Étiquette | Qualité                                                                                   |
| ---------------------------------------- | ----------------------------- | ------------------------------------------------ | --------- | ----------------------------------------------------------------------------------------- |
| Les données manquantes sont à compléter. |                               |                                                  |           |                                                                                           |
|                                          | avant 1987                    | Comte Henri de Bégon de Larouzière de Montlosier | RI        | Propriétaire du château des Roches Conseiller général du canton de Pontgibaud (1970-1976) |
| mars 2001                                | mars 2008                     | Gabriel Barlot                                   | SE        |                                                                                           |
| mars 2008                                | 17 juin 2011 (décès)          | Michel Elter                                     | SE        |                                                                                           |
| septembre 2011                           | mars 2014                     | Sylvie Ligoux                                    | SE        |                                                                                           |
| mars 2014                                | 2020                          | Philippe Coulon                                  | DVG       | Vice-président de la CC (en 2017) puis CA Riom Limagne et Volcans                         |
| 2020                                     | 9 décembre 2022               | Alain Caze                                       |           | Avocat                                                                                    |
| 9 décembre 2022                          | En cours (au 23 janvier 2025) | Stéphane Poncé                                   |           |                                                                                           |

### Autres élections
En 2015, le binôme Audrey Manuby - Lionel Muller, élu dans le canton de Saint-Ours au premier tour avec 52,49 % des voix, a recueilli 57,84 % des suffrages exprimés. Le taux de participation, s'élevant à 57,63 % dans la commune, est moindre que dans le canton (60,49 %).

## Population et société

### Démographie
L'évolution du nombre d'habitants est connue à travers les recensements de la population effectués dans la commune depuis 1793. Pour les communes de moins de 10 000 habitants, une enquête de recensement portant sur toute la population est réalisée tous les cinq ans, les populations de référence des années intermédiaires étant quant à elles estimées par interpolation ou extrapolation. Pour la commune, le premier recensement exhaustif entrant dans le cadre du nouveau dispositif a été réalisé en 2008.

En 2022, la commune comptait 1 691 habitants, en évolution de +0,12 % par rapport à 2016 (Puy-de-Dôme : +2,1 %, France hors Mayotte : +2,11 %).
| 1793  | 1800  | 1806  | 1821  | 1831  | 1836  | 1841  | 1846  | 1851  |
| ----- | ----- | ----- | ----- | ----- | ----- | ----- | ----- | ----- |
| 1 819 | 1 808 | 2 130 | 2 214 | 2 157 | 2 209 | 2 189 | 2 238 | 2 201 |

| 1856  | 1861  | 1866  | 1872  | 1876  | 1881  | 1886  | 1891  | 1896  |
| ----- | ----- | ----- | ----- | ----- | ----- | ----- | ----- | ----- |
| 2 115 | 2 028 | 2 078 | 2 113 | 1 990 | 1 942 | 1 940 | 1 820 | 1 788 |

| 1901  | 1906  | 1911  | 1921  | 1926  | 1931  | 1936  | 1946  | 1954  |
| ----- | ----- | ----- | ----- | ----- | ----- | ----- | ----- | ----- |
| 1 707 | 1 646 | 1 550 | 1 514 | 1 416 | 1 318 | 1 225 | 1 160 | 1 057 |

| 1962  | 1968  | 1975 | 1982  | 1990  | 1999  | 2006  | 2008  | 2013  |
| ----- | ----- | ---- | ----- | ----- | ----- | ----- | ----- | ----- |
| 1 043 | 1 011 | 983  | 1 053 | 1 230 | 1 370 | 1 524 | 1 556 | 1 657 |

| 2018  | 2022  | - | - | - | - | - | - | - |
| ----- | ----- | - | - | - | - | - | - | - |
| 1 650 | 1 691 | - | - | - | - | - | - | - |

### Enseignement
Saint-Ours dépend de l'académie de Clermont-Ferrand. Elle gère une école élémentaire publique.
Les élèves poursuivent leur scolarité au collège Anna-Garcin-Mayade, à Pontgibaud, puis à Riom, au lycée Virlogeux pour les filières générales et la filière technologique « sciences et technologies du management et de la gestion (STMG) », ou au lycée Pierre-Joël-Bonté pour la filière « sciences et technologies de l'industrie et du développement durable (STI2D) ».

### Sports et loisirs
Saint-Ours a été ville de passage de la 9e étape du Tour de France 2023, le 9 juillet 2023, entre Saint-Léonard-de-Noblat et le sommet du Puy de Dôme. Le site de Vulcania a été le départ de la 10e étape, le 11 juillet, qui a mené les concurrents jusqu'à Issoire.

## Culture et patrimoine

### Lieux et monuments

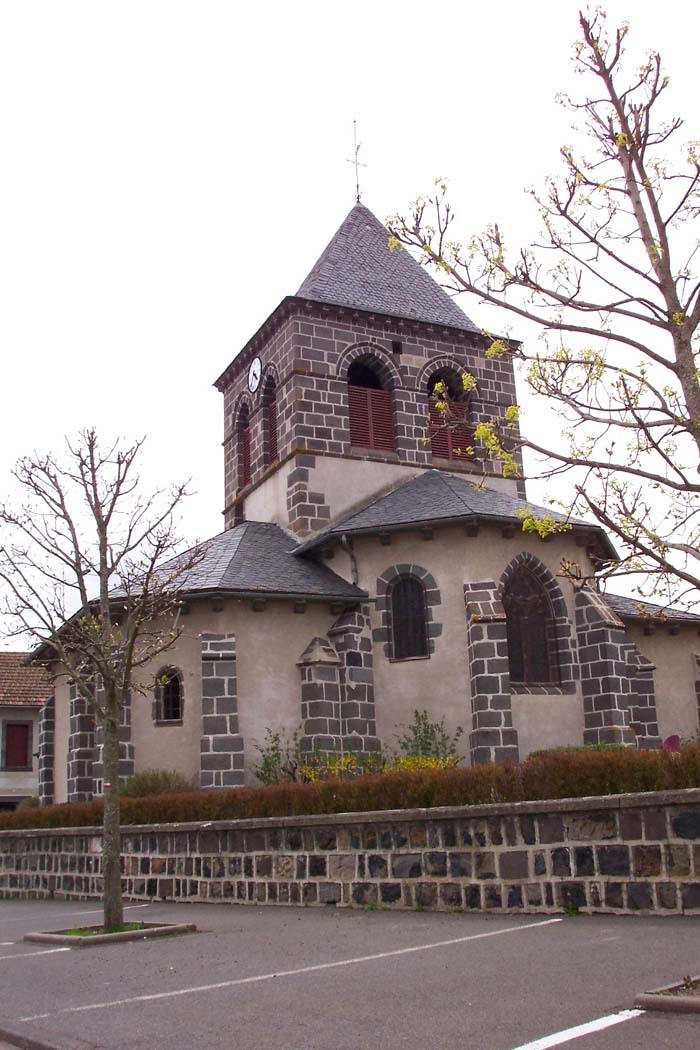
L'église de Saint-Ours-les-Roches.

- Église romane Saint-Ours, modifiée au XIIIe siècle.
- Ancien château féodal des Roches de Coffins, du XVIe siècle.
- Croix du XVIe siècle.
- Château des Roches, propriété des familles Bégon de Larouzière de Montlosier puis Bout de Marnhac.
- Chapelle des Roches du XIXe siècle.
- Griffon de la Froude (source salée) située au fond du vallon en contrebas de la station d'épuration ;
- Le site touristique Vulcania qui a ouvert ses portes le 22 février 2002 est situé sur la commune. La municipalité est engagée dans la SEM Volcans.
- Plusieurs sites du parc naturel régional des Volcans d'Auvergne, dont le puy Chopine et le puy de Lemptégy.

### Personnalités liées à la commune
- Benezet Vidal, auteur auvergnat de langue occitane y est enterré[37].